# Западни Курдистан
Западни Курдистан (познат и као Сиријски Курдистан и Рожава) је самопроглашени аутономни регион у Сирији. Званични назив региона је Аутономна управа Северне и Источне Сирије. Део је историјске регије Курдистан, чији се југозападни део налази у саставу Сирије. Овај простор обухвата северне и источне делове Сирије. Према проценама, у Сирији живи између 1.750.000 и 2.200.000 Курда.

## Историја
Ово подручје улази у састав Сирије након Првог светског рата. Током Сиријског грађанског рата, сиријски Курди су формирали своје оружане снаге под називом Народне заштитне јединице, које су успоставиле контролу над великим делом Сиријског Курдистана. Такође је формиран и Курдски врховни комитет, као управно тело на територији Сиријског Курдистана под контролом курдских оружаних снага. За седиште комитета одређен је град Кобани (на арапском: Ајн ел Араб). У новембру 2013. године, Сиријски Курдистан је прогласио своју аутономију, а тада је формирана и регионална влада. У јануару 2014. је донет устав региона.
- Западни Курдистан, 2014.
- Западни Курдистан, 2015.
- Западни Курдистан, 2016.

## Територија
Прокламоване границе Западног Курдистана укључују цео северни део Сирије. Курди, међутим, војно не контролишу цело ово подручје, већ само његове делове. До јуна 2015. године, подручја под контролом Курда су фактички била подељена у четири територијално одвојене енклаве, док су остатак прокламоване територије Западног Курдистана под контролом држале војне снаге Асадовог режима, побуњеника и такозване Исламске државе.
У јуну 2015. курдске оружане снаге су преузеле контролу над подручјем уз турску границу, које је раздвајало кантоне Џезира и Кобани, чиме су ови кантони територијално повезани. Изван ове континуиране курдске територије остало је подручје кантона Ефрин, као и курдска енклава у граду Алеп.
- Озваничене границе Западног Курдистана.
- Прокламоване границе Западног Курдистана и фактичке границе три кантона који чине Западни Курдистан у фебруару 2014.

## Административна подела
Западни Курдистан је административно подељен на три кантона: 
- Џезира (источни)
- Кобане (централни)
- Ефрин (западни)

## Градови
У јуну 2015. под контролом Курда су се налазили следећи значајнији градови на северу Сирије:
- Африн (Ефрин)
- Ајн ал-Араб (Кобане)
- Тел Абјад (Гире Спи)
- Рас ал-Ајн (Сереканије)
- Амуда (Амуде)
- Ал-Маликијах (Дерик)
- Камишли (Камишло) - део града
- Хасеке (Хесице) - део града
- Алеп (Хелеб) - део града

- Битка за Хасеке - делови града под контролом оружаних снага Западног Курдистана.
- Битка за Камишли - делови града под контролом оружаних снага Западног Курдистана.
- Битка за Алеп - делови града под контролом оружаних снага Западног Курдистана.

## Политички систем
Политички систем у Рожави је организован под утицајем идеологије Курдске радничке партије, што подразумева либертаријански социјализам, комунализам, равноправност полова, наоружано становништво и директну демократију.

## Правни систем
Рожава је 2014. године донела свој Устав, који Рожаву сматра саставним делом Сирије. Закони Сирије се директно примењују на територији Рожаве осим ако нису у супротности са Уставом Рожаве. Као пример конфликта наводи се сиријско породично право које је засновано на шеријатском праву и Устав Рожаве који садржава начело једнакости мушкарца и жене пред законом.

## Демографија
Подручје Западног Курдистана поред Курда настањују и Арапи, Асирци, Туркмени и други. Главна религија је сунитски ислам, а заступљени су и хришћанство и језидизам.
- Северни делови Сирије настањени Курдима (1935. године).
- Северни делови Сирије настањени Курдима (данас).